# Глоренца
Глоренца (итал. Glorenza) — коммуна в Италии, располагается в регионе Трентино — Альто-Адидже, в провинции Больцано.
Население составляет 884 человека (2008 г.), плотность населения составляет чел./км². Занимает площадь 12 км². Почтовый индекс — 39020. Телефонный код — 0473.
Покровителем коммуны почитается святой мученик Панкратий, празднование 12 мая.

## Демография
Динамика населения:

## Администрация коммуны
- Официальный сайт: http://www.comune.glorenza.bz.it